# Газомія-Стара
Газомія-Стара (пол. Gazomia Stara) — село в Польщі, у гміні Мощениця Пйотрковського повіту Лодзинського воєводства.
Населення — 238 осіб (2011).
У 1975-1998 роках село належало до Пйотрковського воєводства.

## Демографія
Демографічна структура станом на 31 березня 2011 року:
|          | Загалом | Допрацездатний вік | Працездатний вік | Постпрацездатний вік |
| -------- | ------- | ------------------ | ---------------- | -------------------- |
| Чоловіки | 101     | 19                 | 68               | 14                   |
| Жінки    | 137     | 27                 | 79               | 31                   |
| Разом    | 238     | 46                 | 147              | 45                   |